# Johann Charles Philipp Koch
Pour les articles homonymes, voir Koch.
Johann Charles Philipp Koch dit Charles Koch, né le 22 mai 1799 à Heidelberg en Palatinat du Rhin et mort le 8 novembre 1862 à Avize en France, est le fondateur du Champagne Koch.

## Biographie
Il arrive en France en 1818 et s'installa à Avize dans la Marne. En 1820, à l'âge de 21 ans, il crée son champagne. Il fit construire l'ancien château d’Avize en 1830, qui devint sa résidence principale, celle de ses descendants et de quelques membres de la famille.
Il est protestant. Il est naturalisé français par décret le 16 avril 1848.
Grâce à ses enfants Eugène (Nicolas Sosthène) et  Louis  (Hippolyte Gustave) Koch, le Champagne Koch Fils fit la fierté de la France jusqu'au début du XXe siècle dans le monde entier.
Louis Hippolyte Gustave Koch (26 janvier 1836 à Avize - 18 juillet 1903 à Avize) assume les difficiles fonctions de maire d'Avize pendant la guerre franco-prussienne. Parfaitement bilingue allemand grâce à son père, il avait été désigné pour discuter avec l'ennemi afin de préserver Avize, ce qui fut le cas, il fut ensuite conseiller municipal jusqu'à sa mort. Ancien élève de l' École Polytechnique promotion 1856 et de l' École des Mines, Chevalier de l' Ordre du Christ du Portugal, il dirige la Maison de Champagne Koch à Avize de 1863 à 1903.
Le Champagne Bricout, filiale de la société de vins allemande Kupferberg, s'installa dans le château Koch d'Avize en 1966 et le Champagne Charles Koch élaboré à Avize depuis 1820, renait à partir de 1977 jusqu'en 2003.